# 叉额水生猛水蚤
叉额水生猛水蚤（学名：Enhydrosoma bifurcarostratum）为短角猛水蚤科水生猛水蚤属的动物，是中国的特有物种。分布于广东等地，多生活于贫盐度的咸淡水中。